# Петрівське (Ізюмський район)
Петрі́вське — село в Україні, у Ізюмському районі (до 2020 року Балаклійському районі) Харківської області, входить до Балаклійської міської громади. Населення становить 2731 осіб. До 2020 року орган місцевого самоврядування — Петрівська сільська рада.

## Географія
Село Петрівське розташоване на березі річки Сіверський Донець в місці впадання в неї річки Беречка. До нього впритул примикає с. Завгороднє. За 3 км знаходиться річка Берека і канал Дніпро — Донбас. На північно-західній стороні від села у річку Беречку впадає Яр Спірний.

## Археологія
Місцевість, де розміщенно село Петрівське, була заселена з давніх часів. Археологічними розкопками тут виявлено стоянки людини періоду мезоліту (X—VIII тисячоліття до н. е.), неоліту (VI—V тисячоліття до н. е.), поселення періоду бронзи (III тисячоліття до н. е.) і скіфського періоду (VI—V століть до н. е.):
- Поселення зрубної культури. 2-га пол. ІІ тис. до н. е., 800 м на південний схід від Петровського заводу будівельних матеріалів в урочищі «Городок», площа 60×35 м;
- Поселення зрубної культури. 2-га пол. ІІ тис. до н. е., на схід від заводу будматеріалів, площа 150×90 м;
- 6 могил висотою 0,4-4,0 метри. III тис до н. е. — I тис. н. е.. за 3 км на південь від села, вздовж дороги на с. Грушеваха[2].

## Історія
Задовго до побудови Петрівської фортеці Української лінії в 1731 році, вже існувала військова Петрівська слобода, населення якої збільшилося з початком будівництва фортеці, за рахунок російських переселенців. За паперами церковного архіву храм Преображення Господнього в слободі Петрівській існував раніше 1724 року.
У 1774 році академік Йоганн Гюльденштедт відвідав південь Російської імперії, зокрема був у слободі Петрівській та фортеці, що знайшло відображення у його «Щоденнику». За його свідченнями колись між петровською фортецею та правим берегом річки Беречка знаходилася солдатська слобода. Але на момент відвідування тут була пікінерська слобода, яка складалося з десятка хат, та відноситься до Петрівської роти Донецького пікінерського полку.
Грамота архієпископа Херсонського і Слов'янського Никифора, від 23 червня 1786 року, говорить: «Благословили ми Слов'янського повіту в селі Петрівському побудовану замість застарілої знову в ім'я Преображення Господнього церкву Соборну освятити Костянтиноградського протопопа Івана Сулиму».
Наприкінці XVIII століття в Петрівському поширилася духоборчеська секта. У 1794 році 19 червня, священик слободи Петрівської Микола Валькович, доносив духовному начальству, що в приході його цілі родини заражені духоборчеською єрессю. За паперами Ізюмського правління не видно, які були наслідки цього донесення, але цілком ймовірно єретичні родини переселені були до Мелітопольського повіту. На середину ХІХ століття духобори в слободі були вже відсутні.
У 1826 і 1827 роках, на полях Петрівського з'явилася сарана.
У 1831 році був вельми відчутний голод. 1848 рік був роком тяжких скорбот, холера в Петрівському приході забрала до 50 осіб. У той же час на полях і сінокосах майже все загинуло, і почався мор худоби, від якого загинуло до 700 голів.
У 1841 році цей храм був перебудований на кам'яному фундаменті.
У 1849 році від цинги померло до 150 чоловік.
Село постраждало внаслідок геноциду українського народу, проведеного урядом СРСР в 1932—1933 роках, кількість встановлених жертв у Завгородньому, Петровському, Бересті, Протопопівці — 586 людей.
12 червня 2020 року, відповідно до Розпорядження Кабінету Міністрів України  № 725-р «Про визначення адміністративних центрів та затвердження територій територіальних громад Харківської області», увійшло до складу Балаклійської міської територіальної громади.
19 липня 2020 року, в результаті адміністративно-територіальної реформи та ліквідації Балаклійського району, село увійшло до складу новоутвореного Ізюмського району.

## Петрівська фортеця

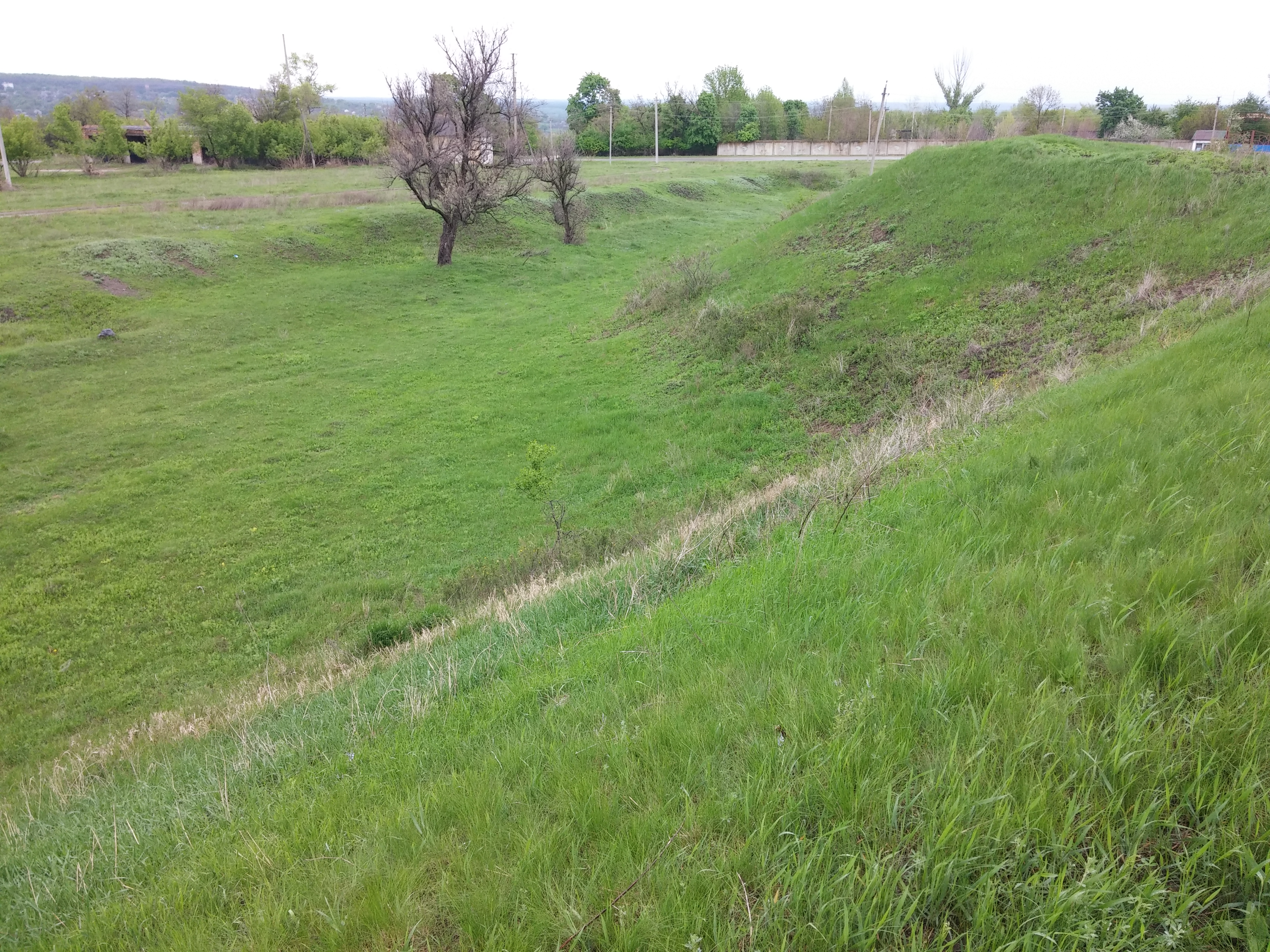
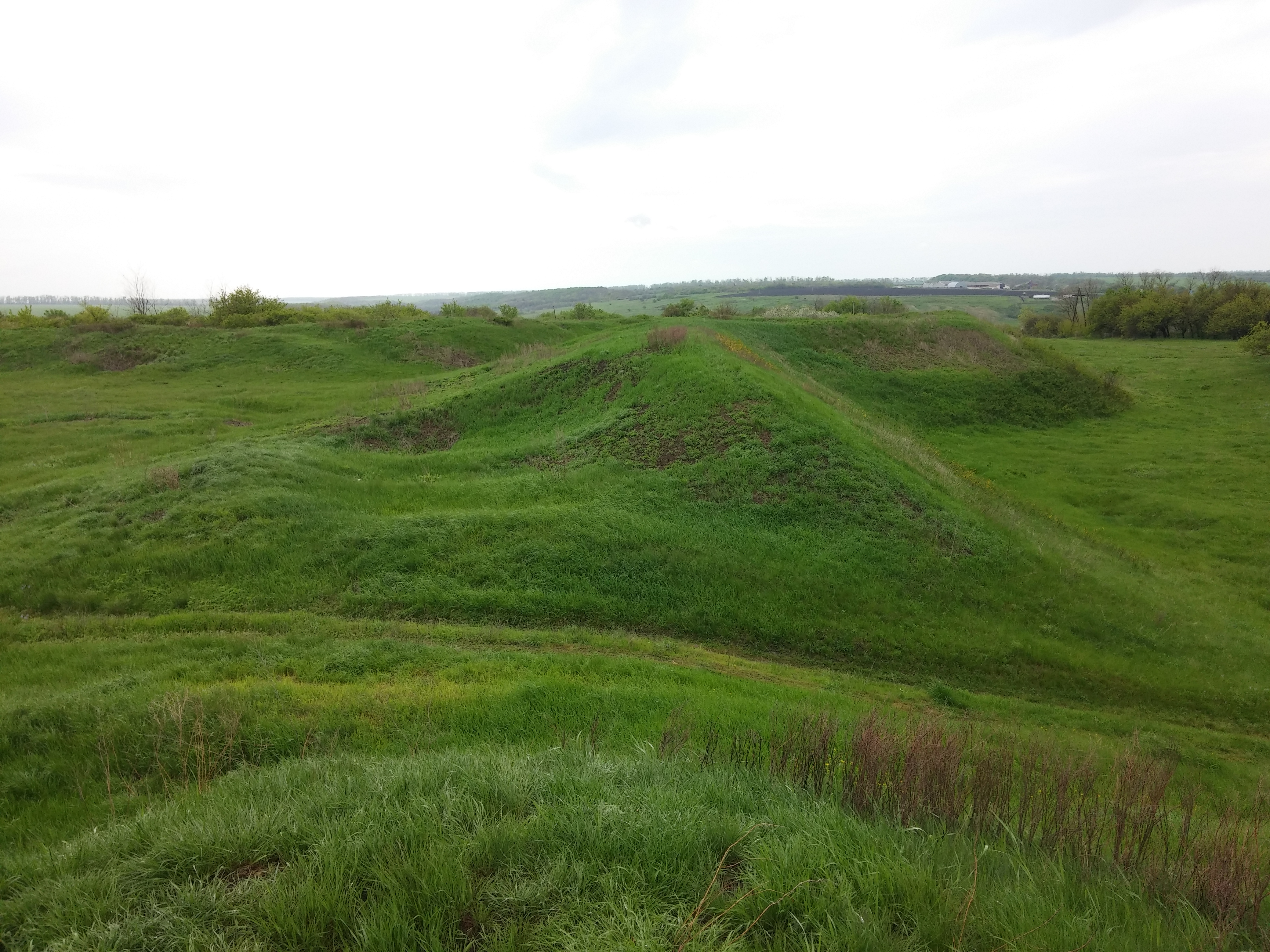
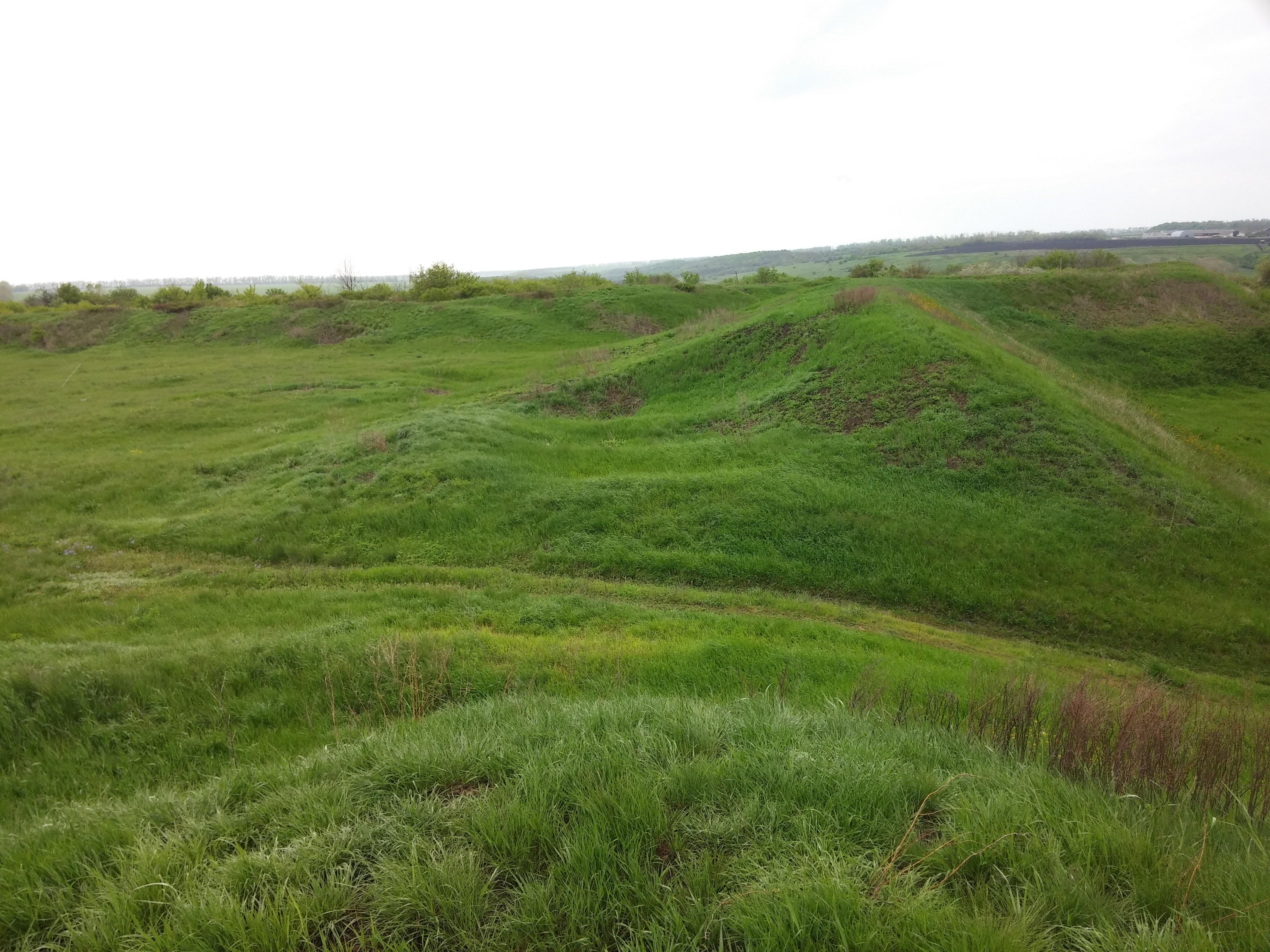
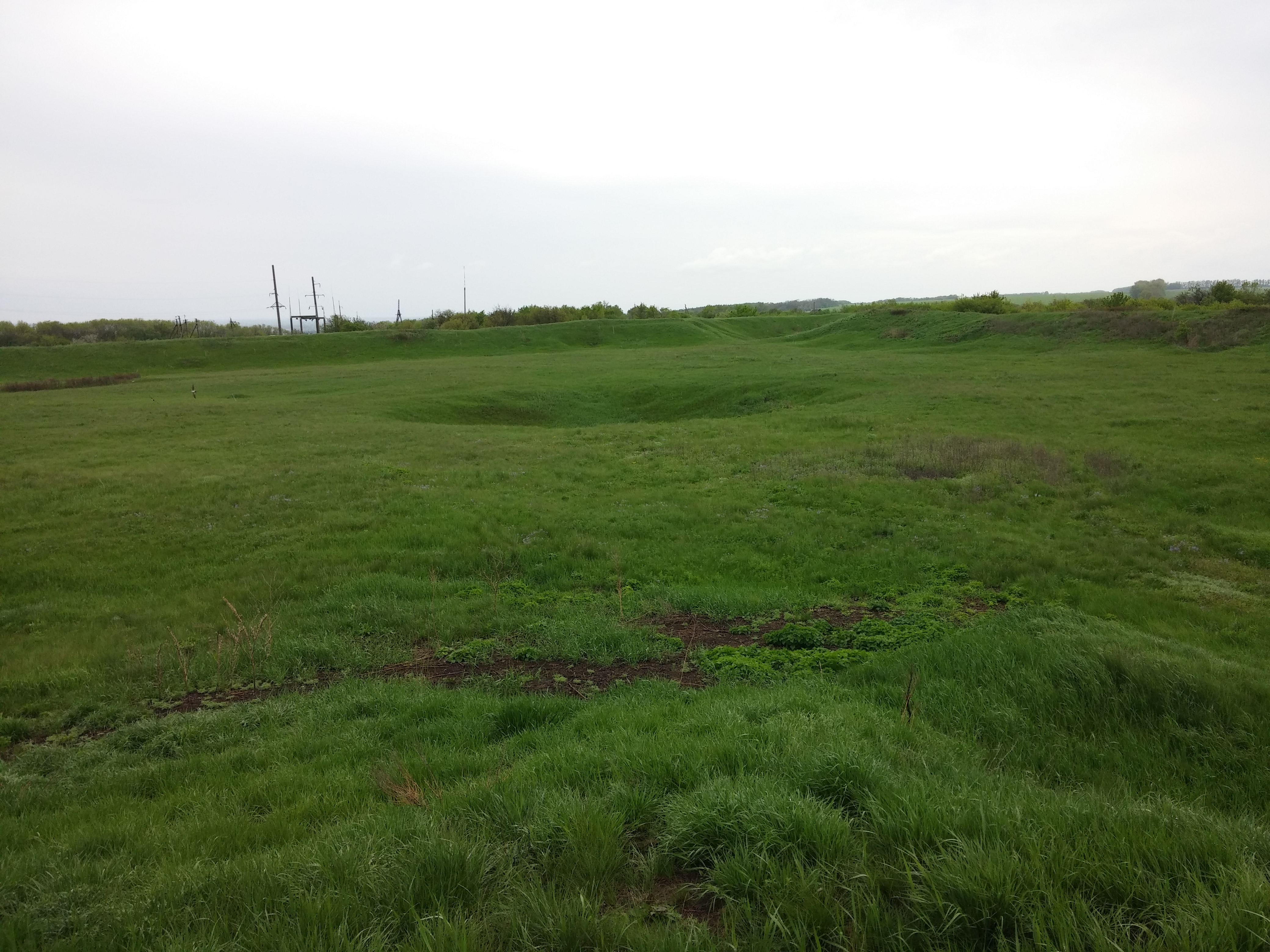
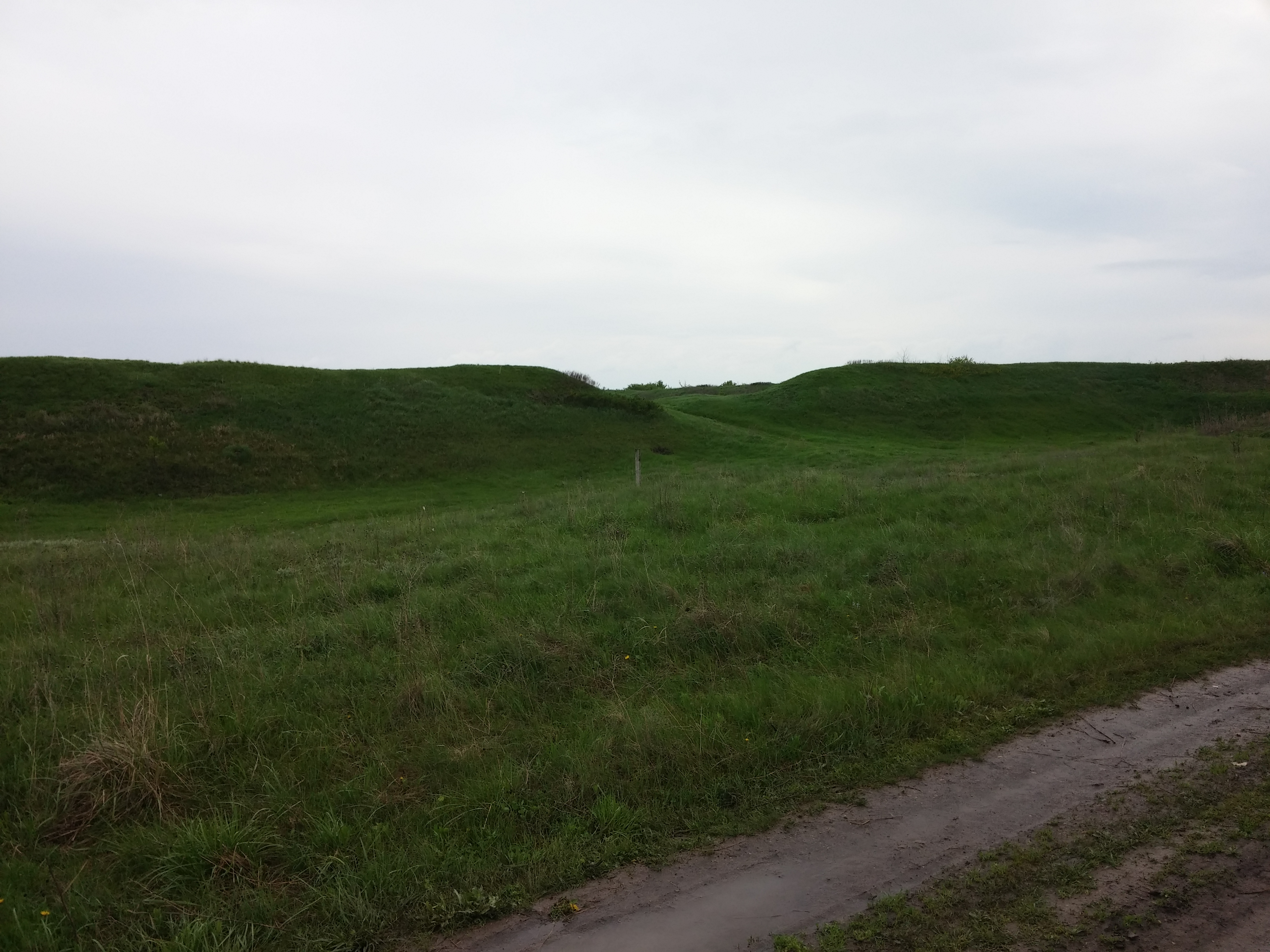
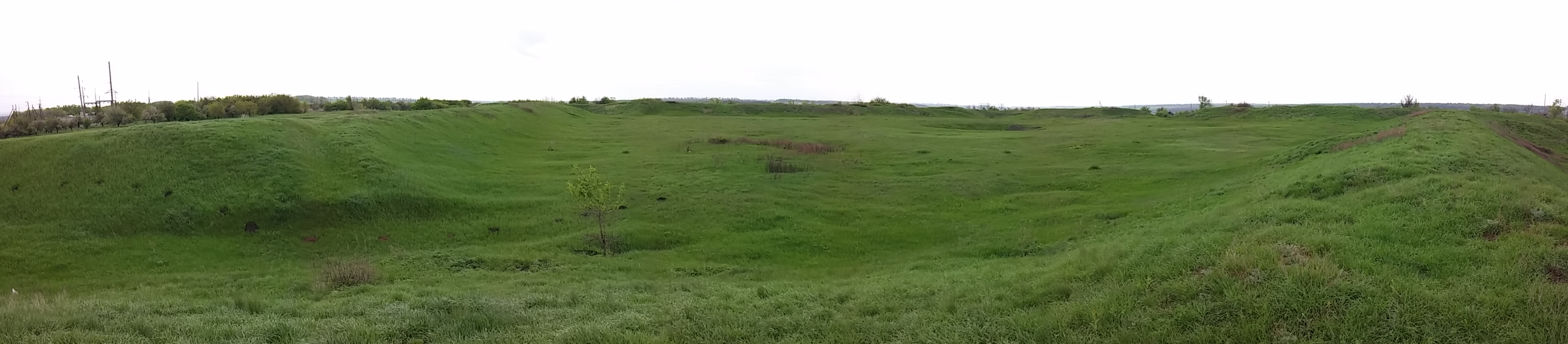

На південній околиці села Петрівське видно земляні вали значної висоти. Це залишки фортифікаційної споруди (1731—1742) — Петрівської фортеці. Звідси починалася Українська лінія оборони південного кордону Московської держави від нападів кримських татар.

## Економіка

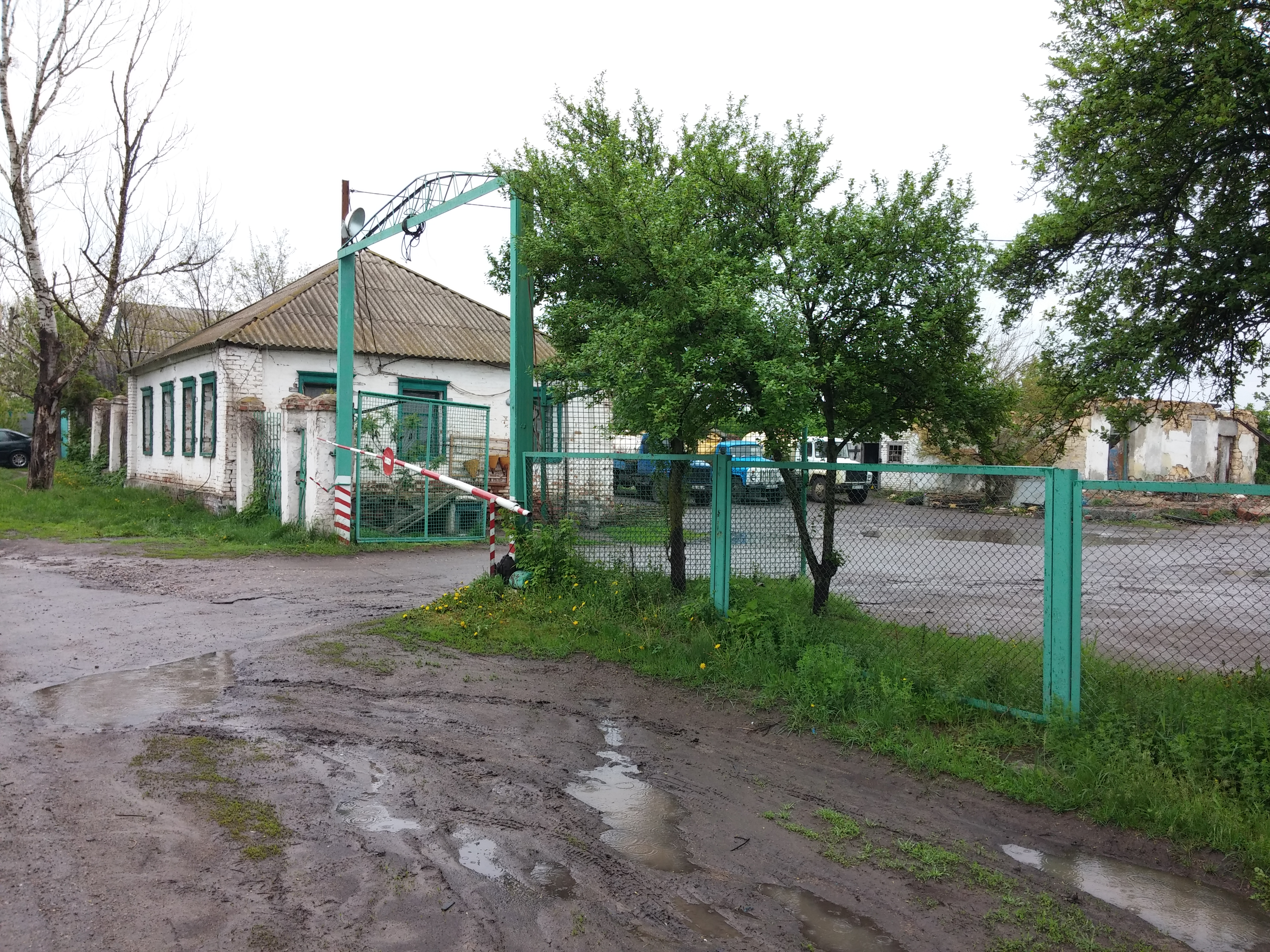
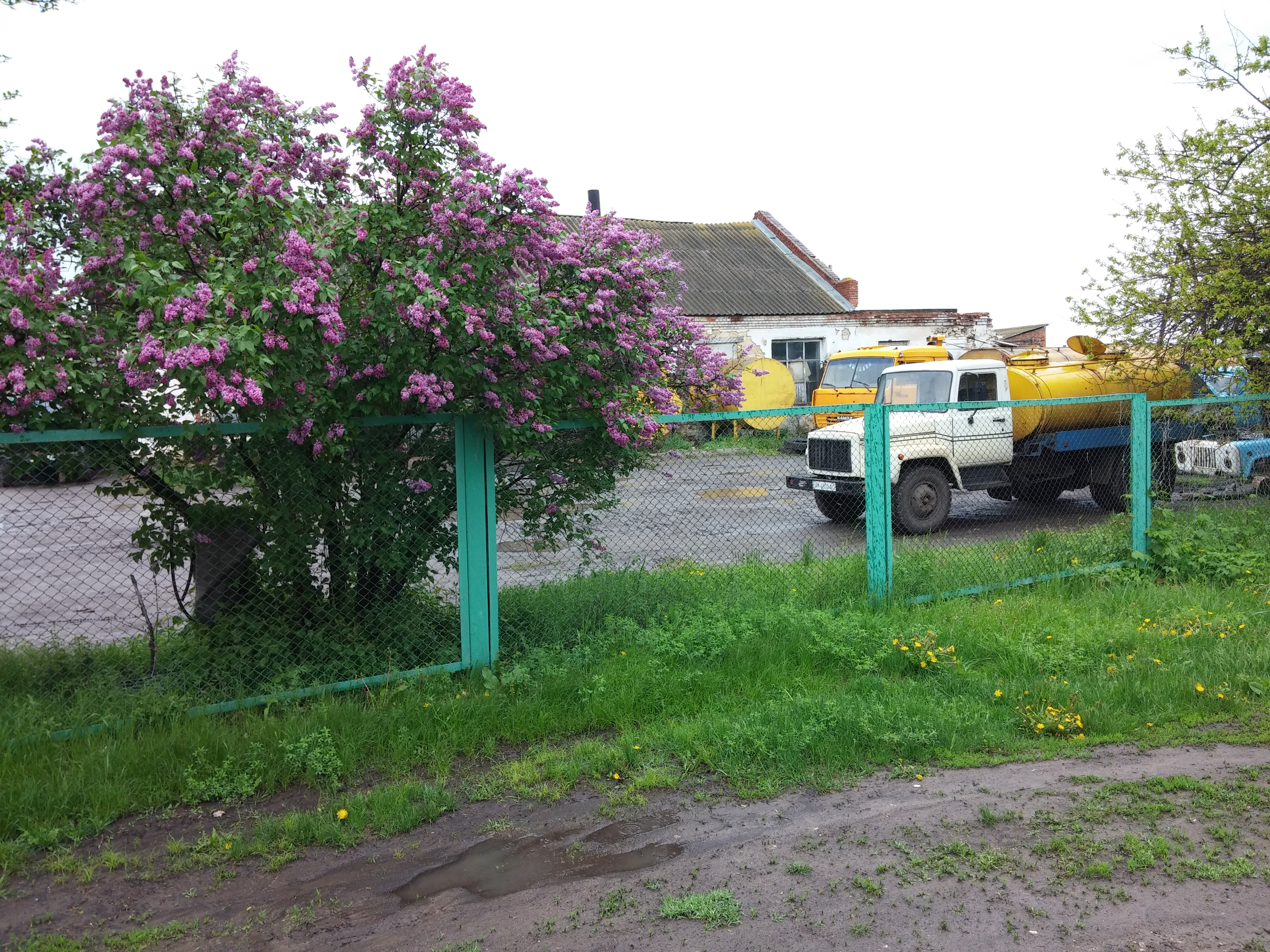
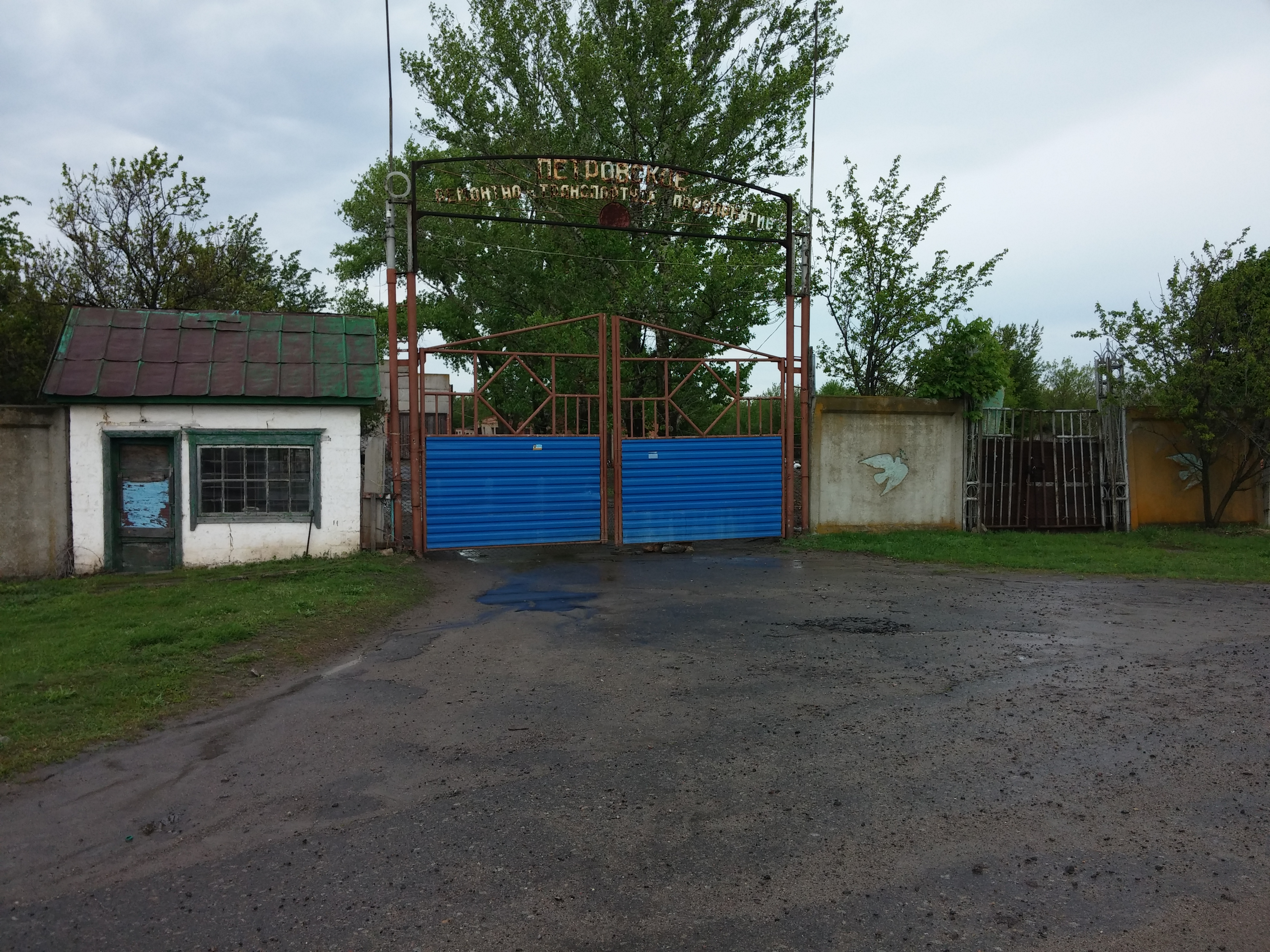

В селі є молочно-товарна ферма.

## Освіта
У с. Петрівське є загальноосвітня школа та професійний аграрний ліцей

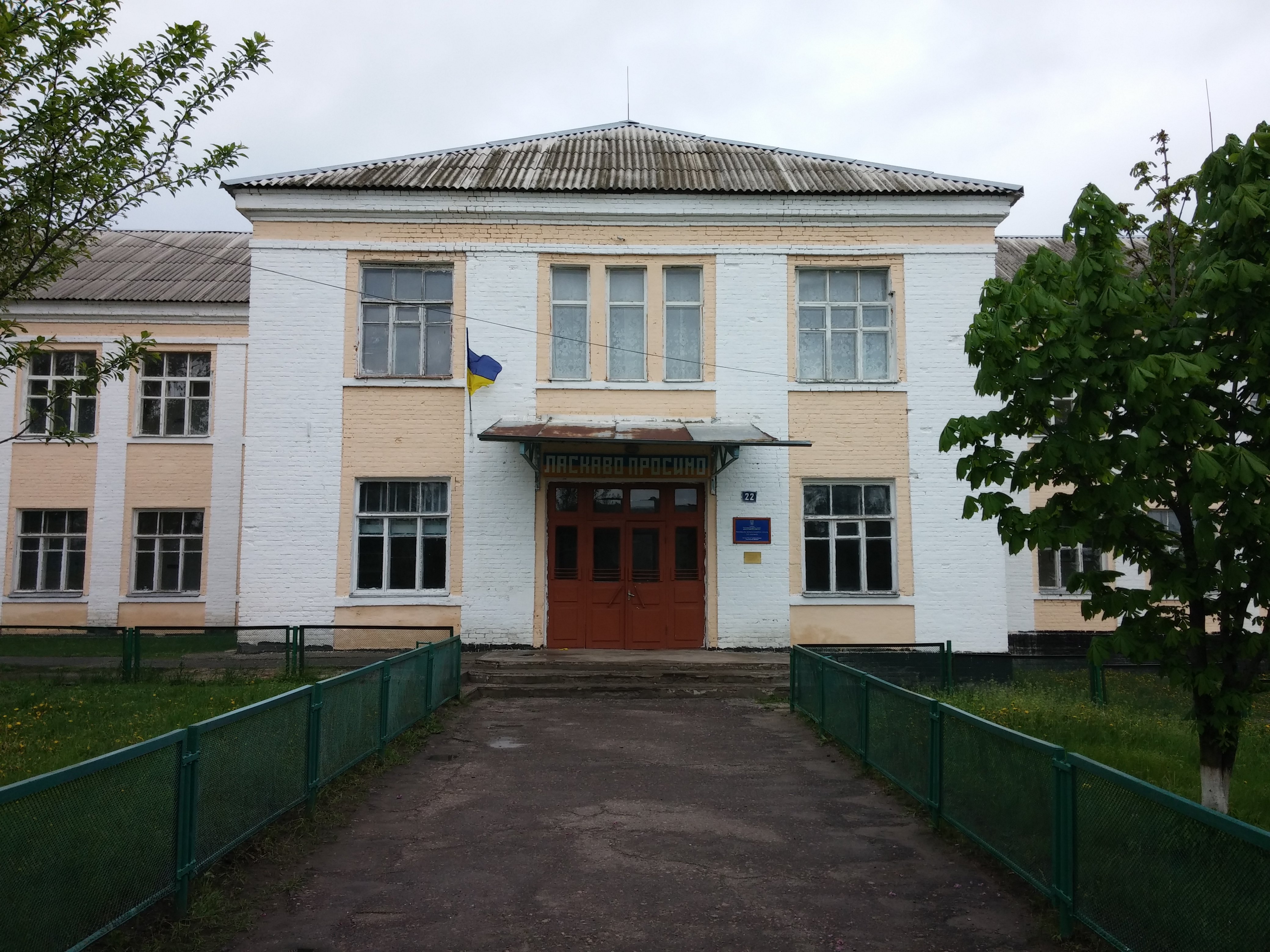
Петрівська Загальноосвітня Школа
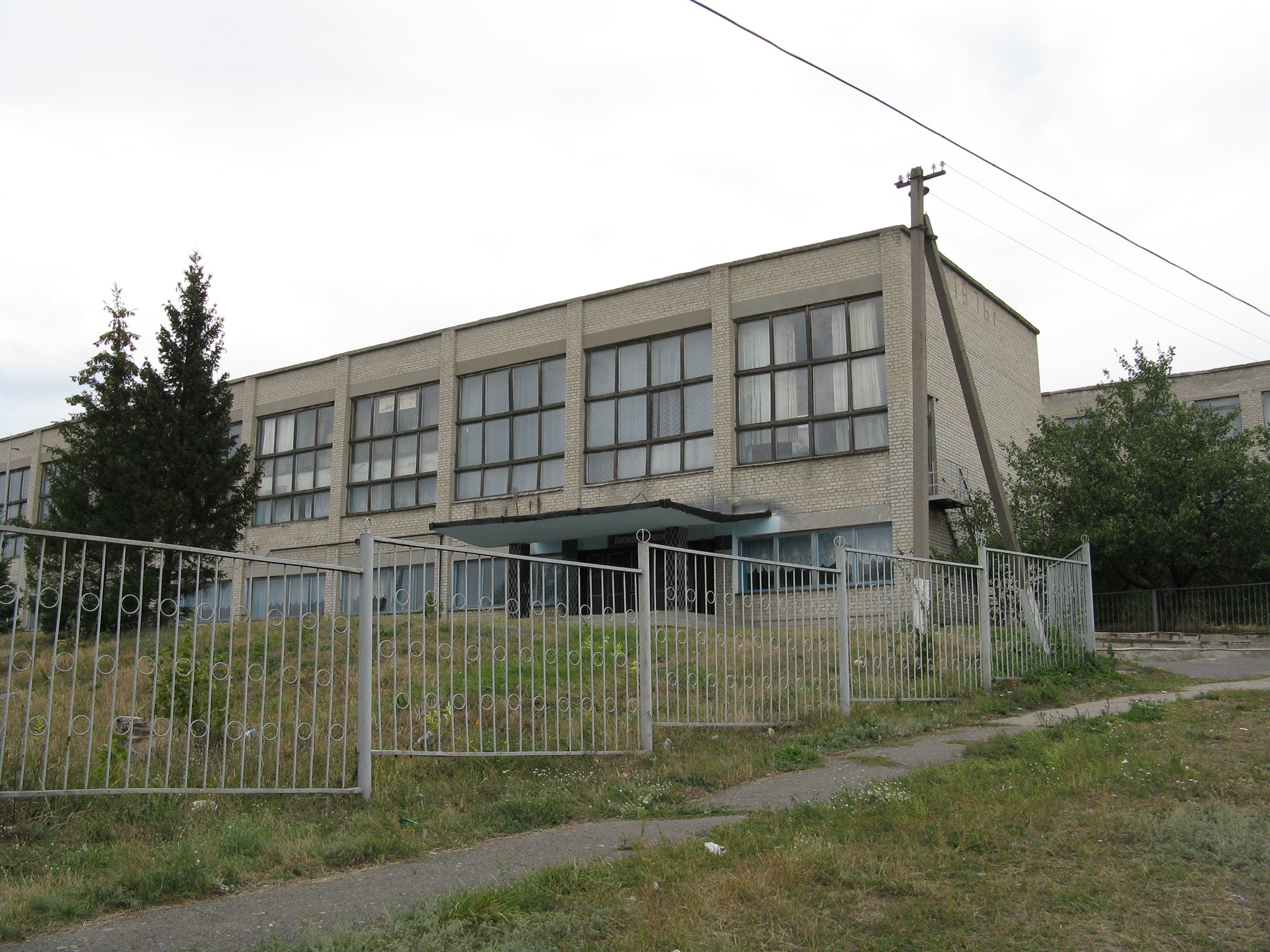
Петрівський професійний аграрний ліцей

## Постаті
- Новіков Йосип Семенович - козак Окремого кінно-гірського артилерійського дивізіону Армії УНР.[7]

## Пам'ятки
- В селі Петрівське на ділянці степової рослинності розміщений ботанічний заказник місцевого значення «Ковиловий». Площа 3,0 га. Росте ковила волосиста — вид, занесений до Червоної книги України.[8]
- Біля сіл Петрівське, Завгороднє, Протопопівка розташований регіональний ландшафтний парк «Ізюмська Лука». Площа 256,0 га.[9]
- На схід від села розташоване заповідне урочище «Бір».
- На околиці села Петрівське розташовані залишки фортеці «Святого Петра» і вала Української оборонної лінії, побудованої в 1731—1733 роках, і яка призначалася для захисту південних кордонів Російської держави від набігів кримських татар.
- В селі Петрівське є декілька пам'ятників воїнам, загиблим в ході ІІ Світової війни.

Пам'ятник жителям с. Петрівське, загиблим в ході ІІ Світової війни. Поряд з пам'ятником 5 меморіалів з іменами загиблих:

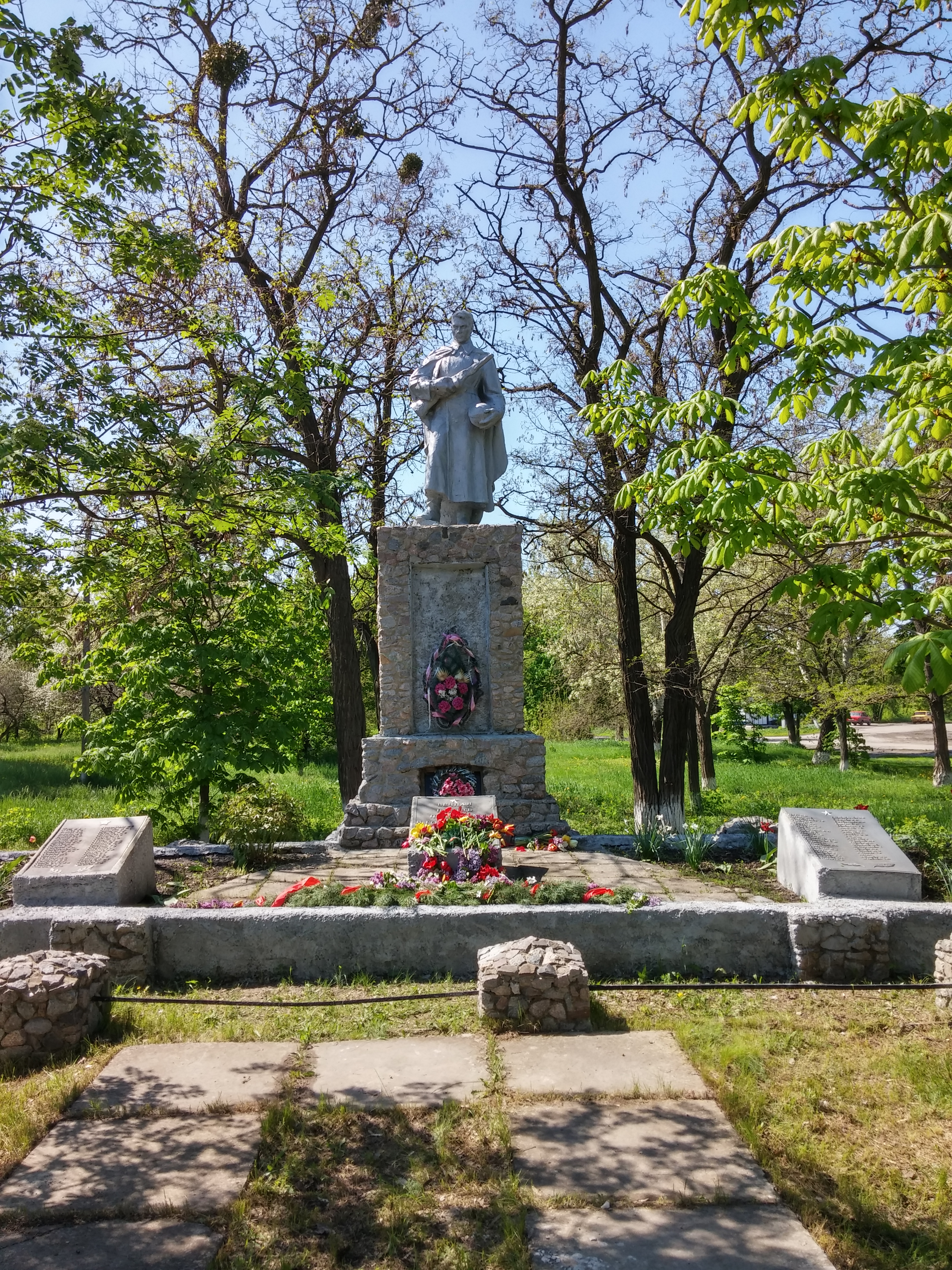
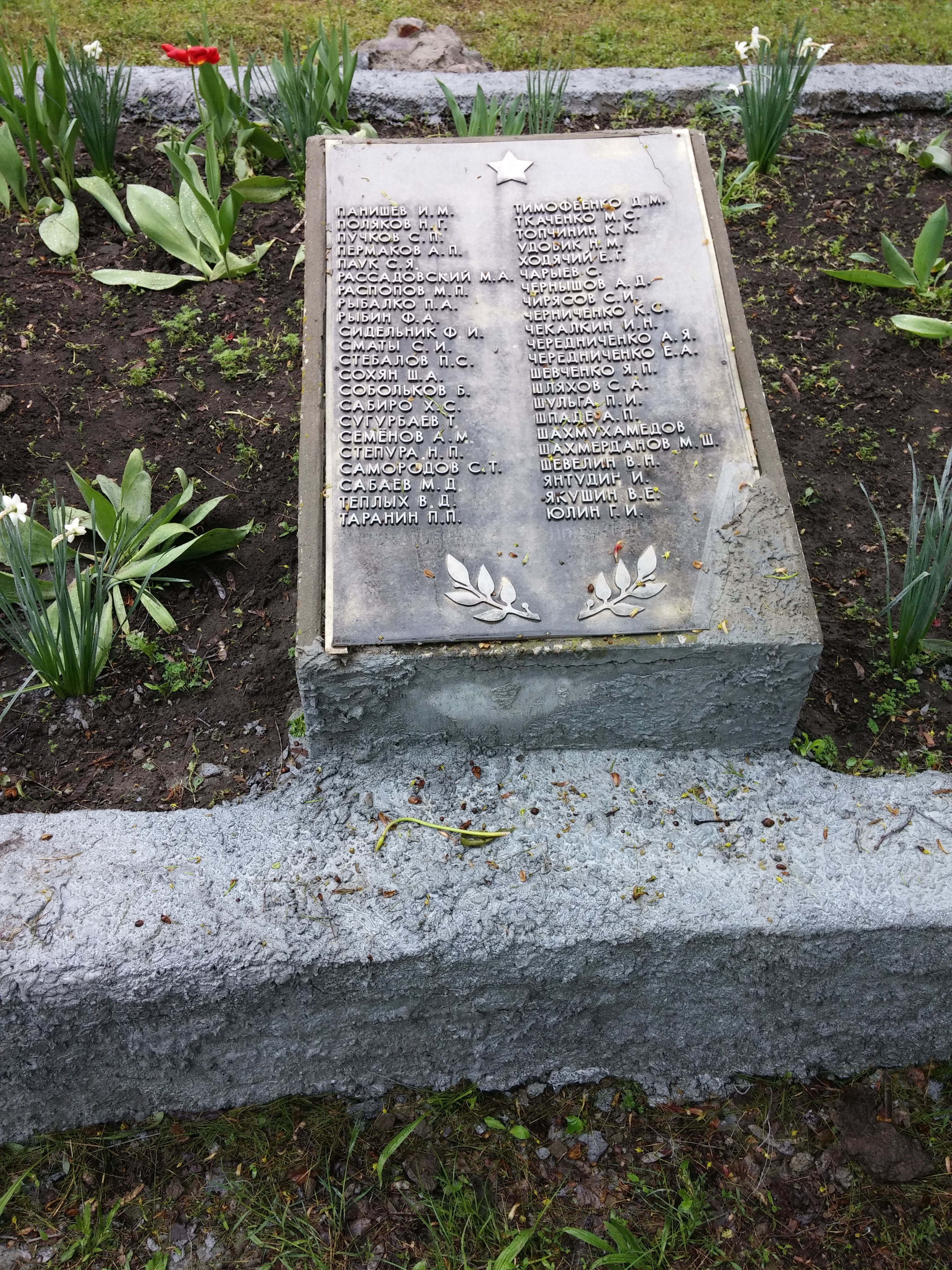
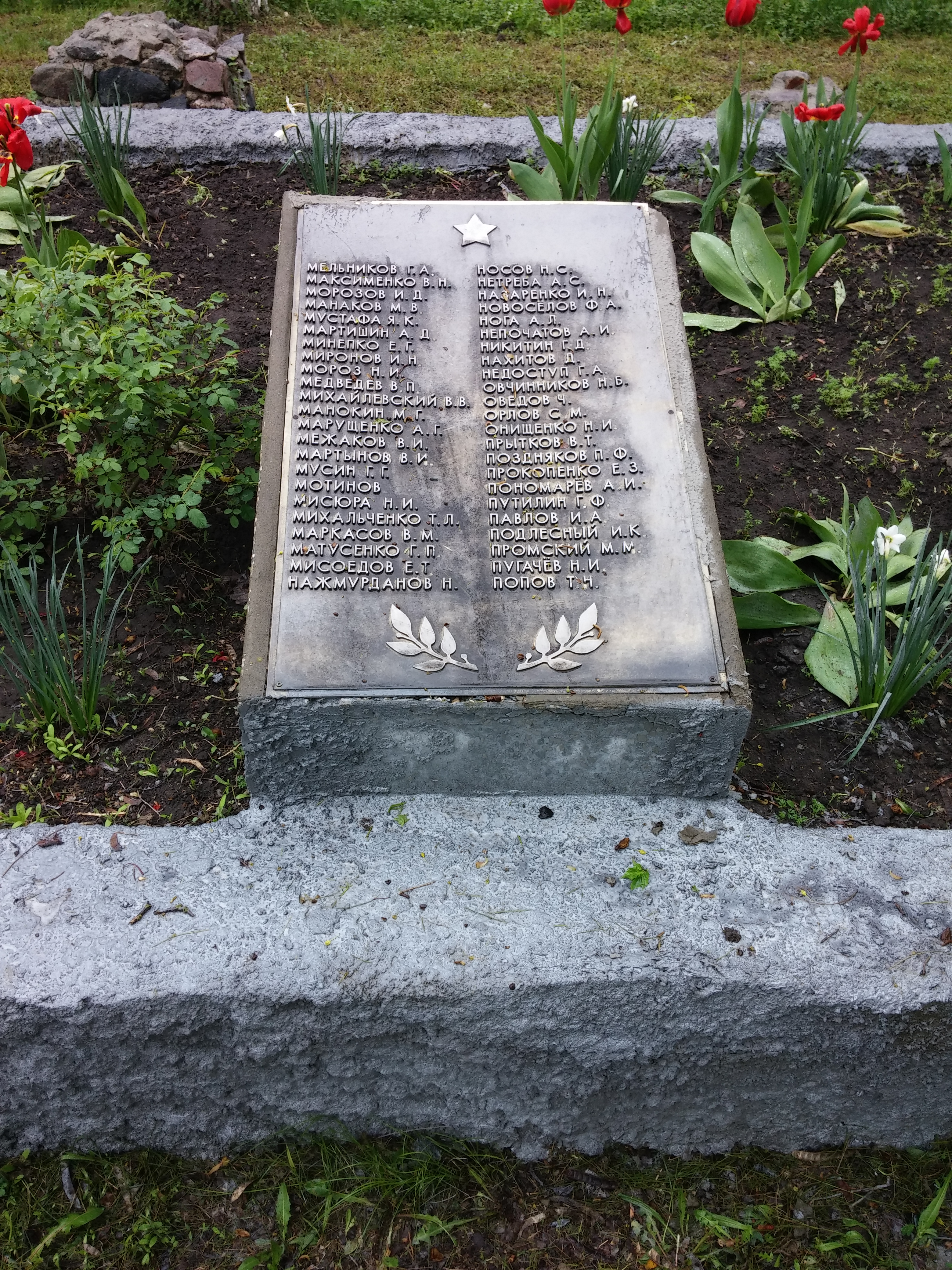
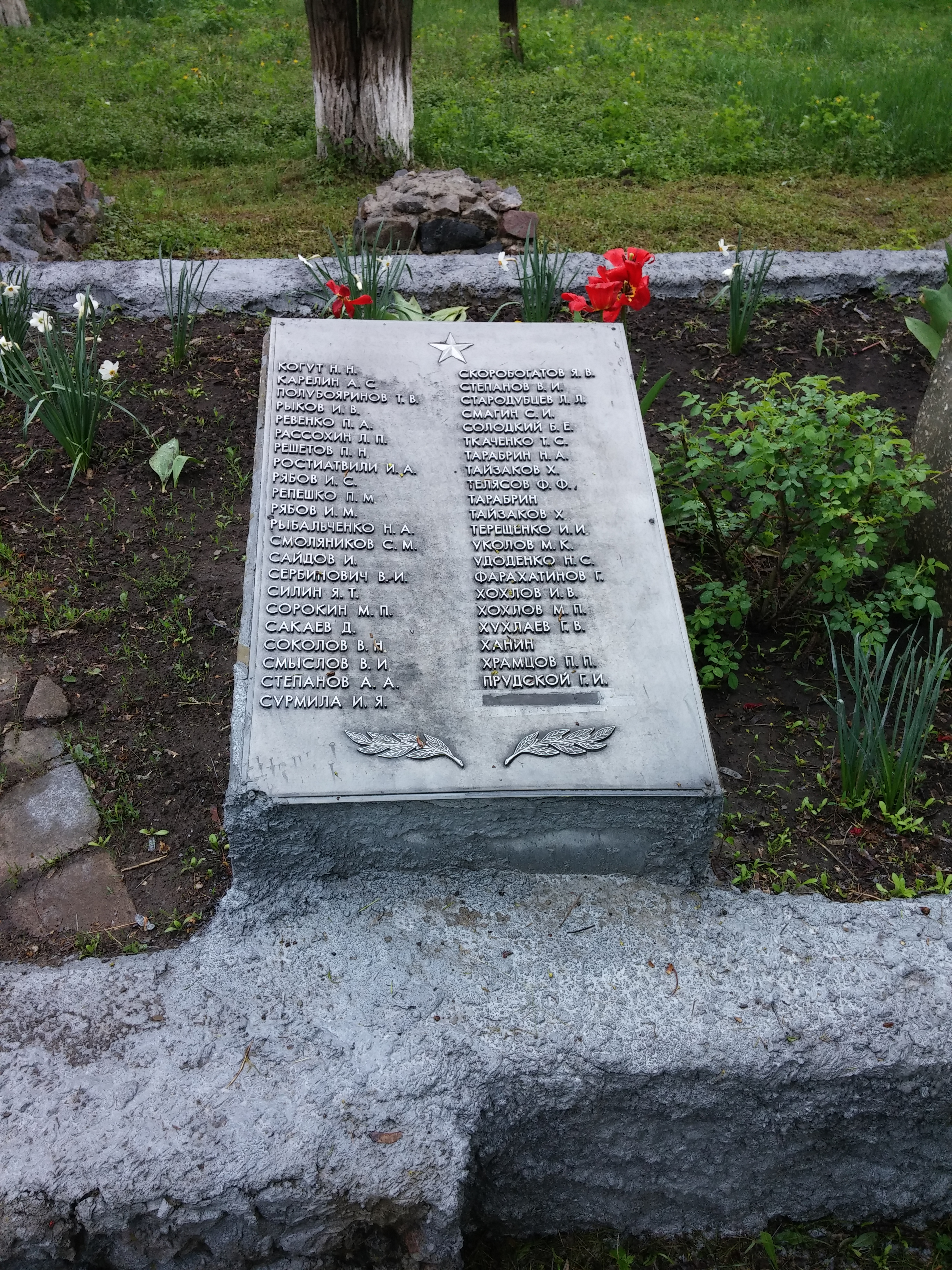
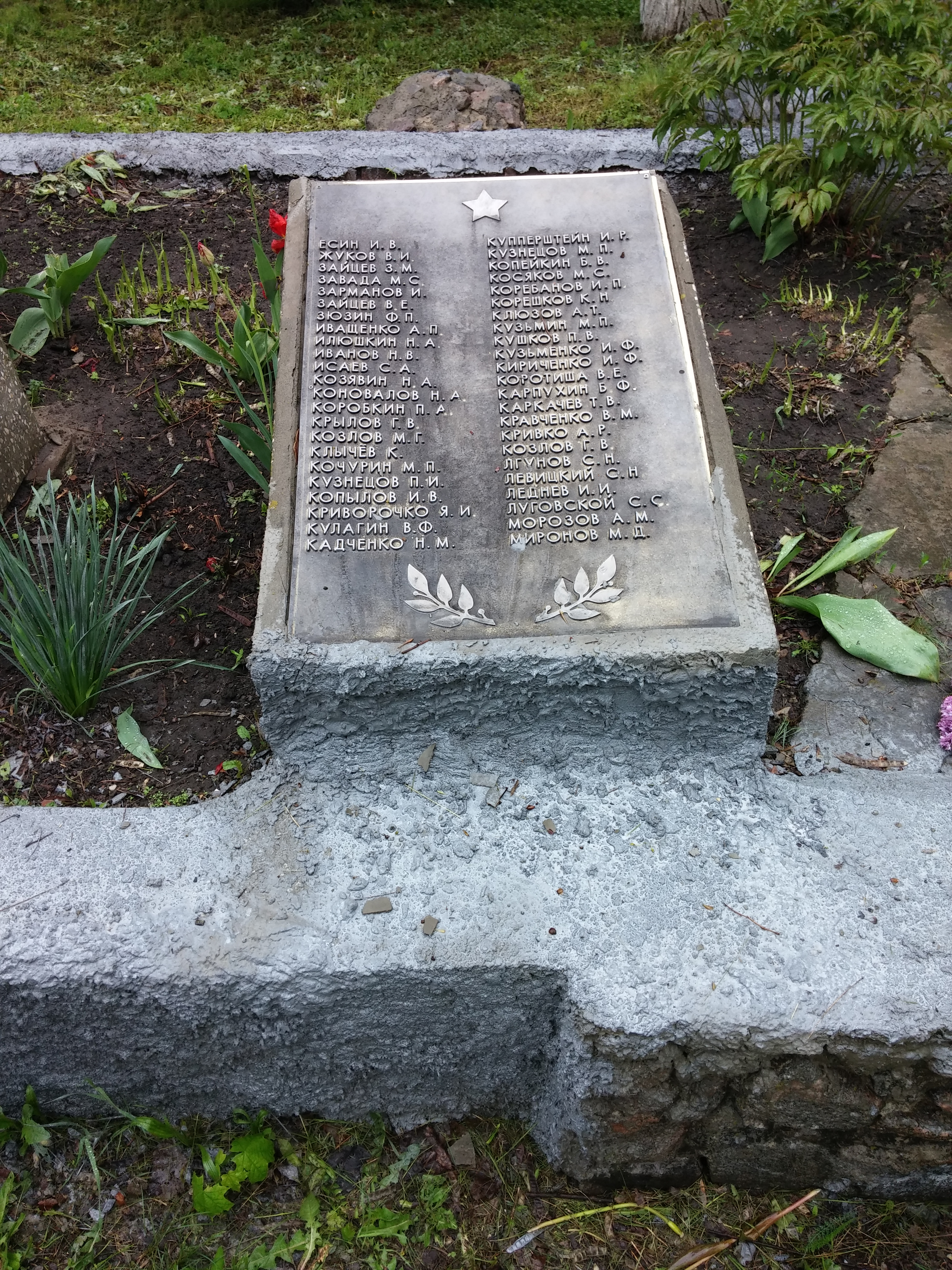
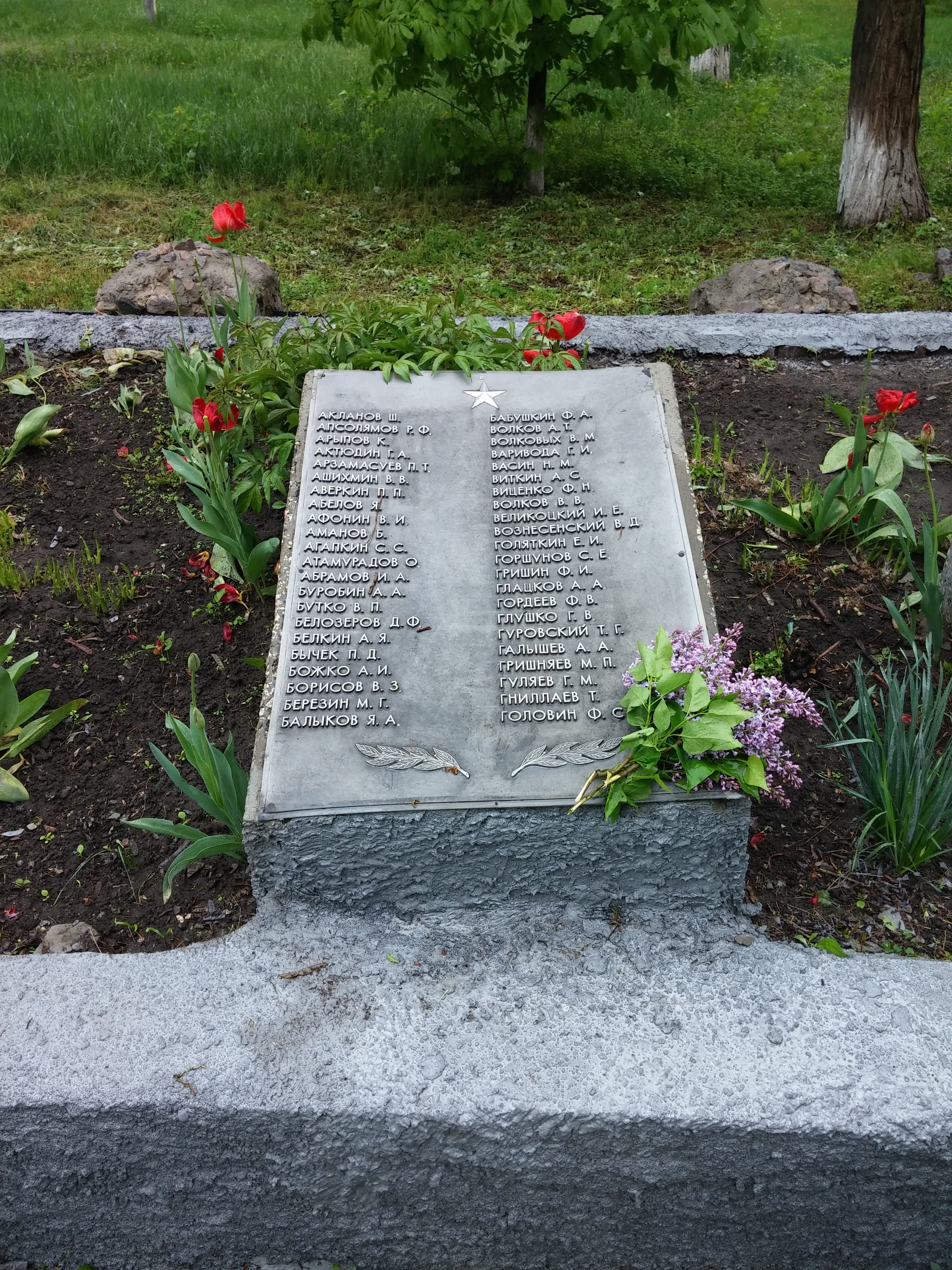

Пам'ятник воїнам-визволителям. Цей пам'ятник — братська могила. Тут поховані солдати, які на момент захоплення села знаходилися у військовому шпиталі № 20 та були вбиті загарбниками:

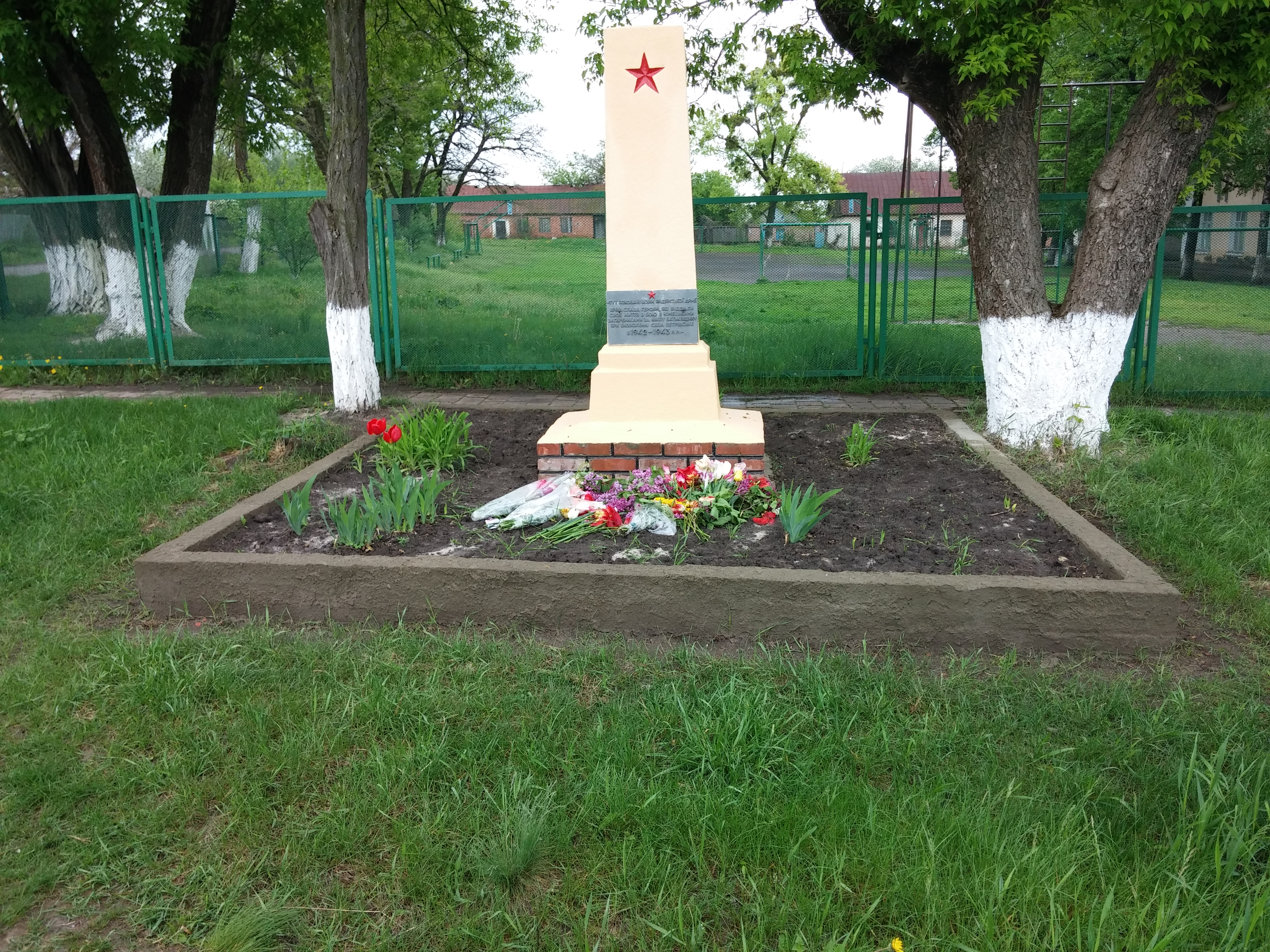
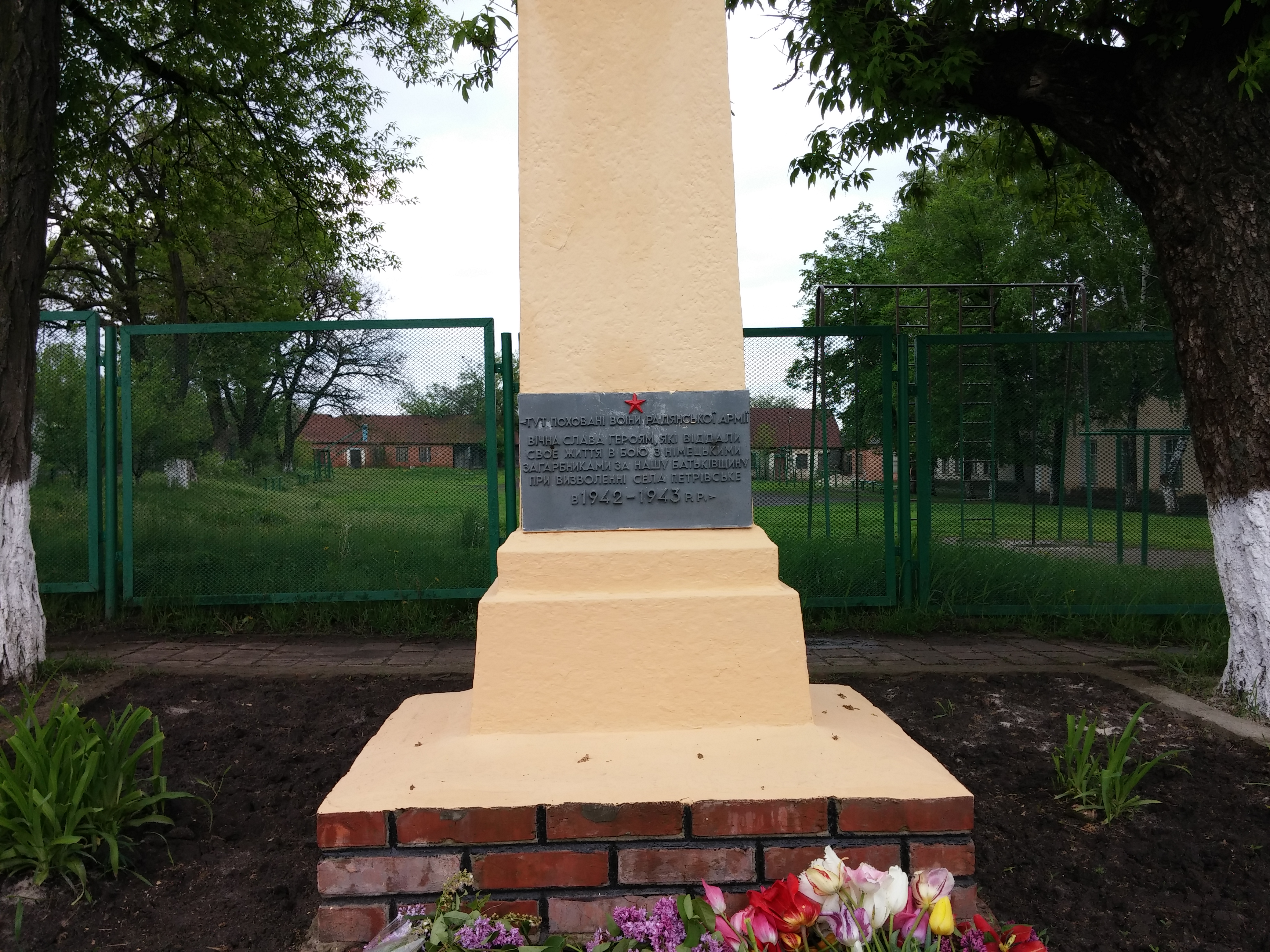

- В селі є меморіал воїнам-червоноармійцям, вбитим в ході Громадянської війни:

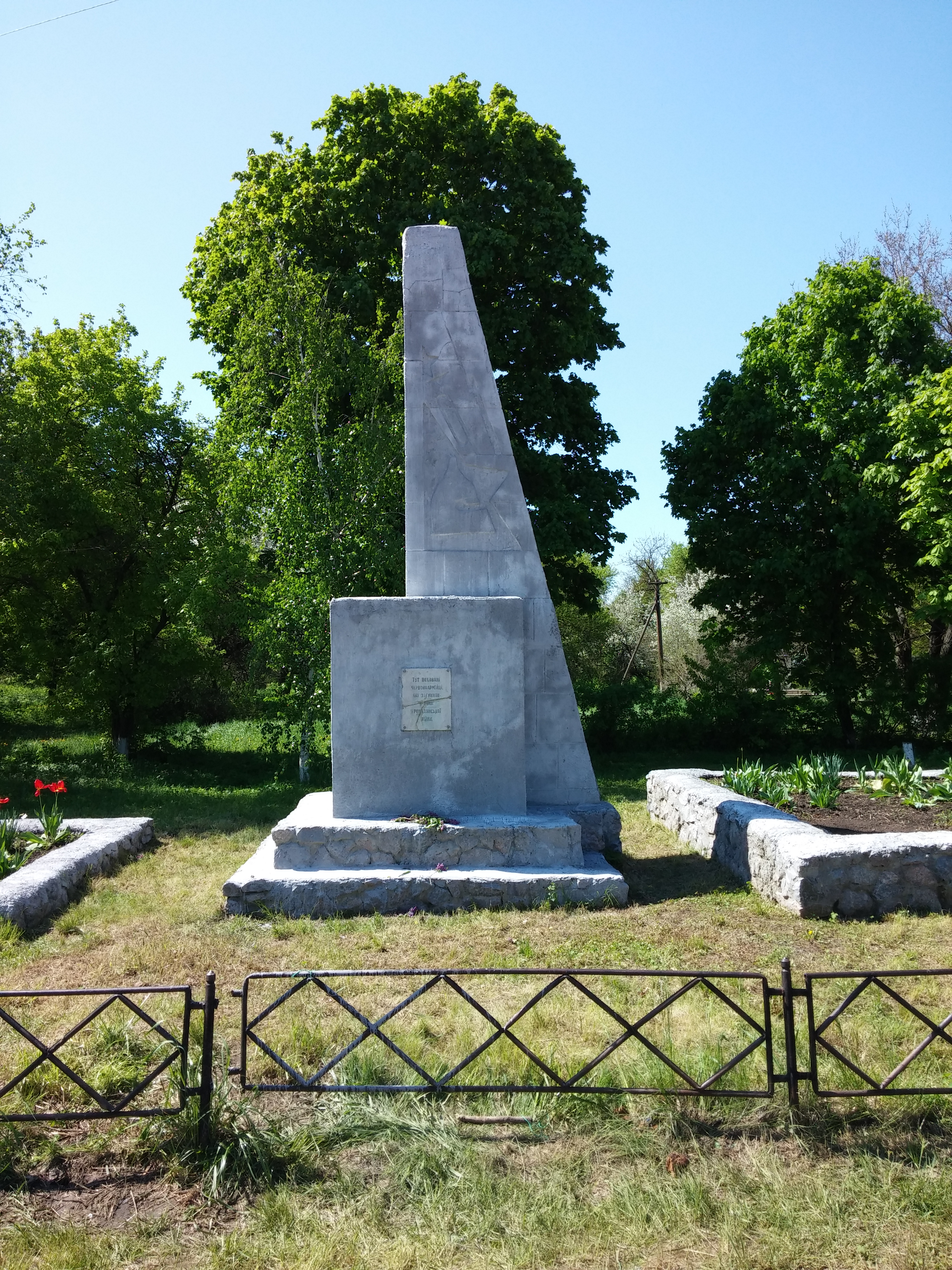
Цей пам'ятник — братська могила. На околиці с. Петрівське загін червоноармійців був схоплений ворогом та після допитів заживо похований на цьому місці. Пізніше тут був встановлений меморіал

## Також
- Перелік населених пунктів, що постраждали від Голодомору 1932-1933, Харківська область